# Zschepa
Zschepa è una frazione del comune tedesco di Zeithain.

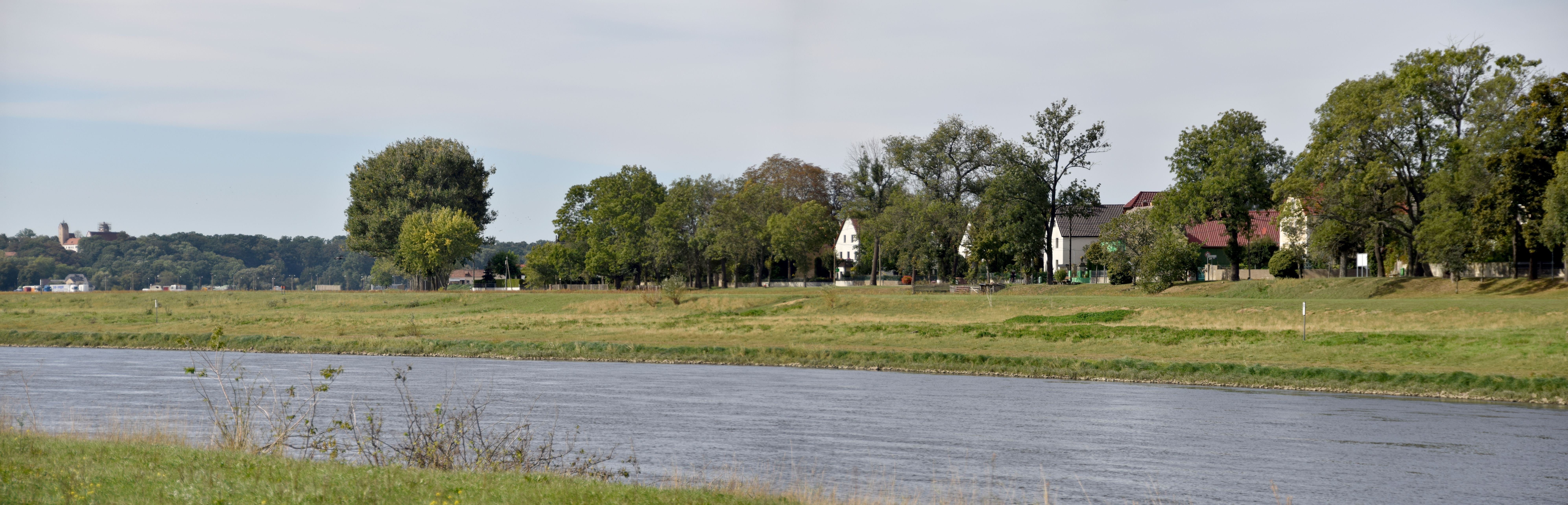
Zschepa sul fiume Elba